# Театр Олександра Духновича
Театр Олександра Духновича (русин. Театер Александра Духновіча, словац. Divadlo Alexandra Duchnoviča — театр, розташований в місті Пряшеві. Єдиний словацький театр, в якому грають п'єси русинською та українською мовою.
Театр Олександра Духновича був заснований в 1945 році як Український народний театр (словац. Ukrajinské národné divadlo). У 1990 році після падіння комунізму в Чехословаччині театр був перейменований на честь русинського священика, поета і громадського діяча Олександра Духновича. Художній керівник театру Василь Турок-Гетеш змінив спрямування театру таким чином, щоб збільшити долю творів кодифікованим пряшівським варіантом русинської мови, що ним розмовляє частина русинів у Словаччині
Значна частина сучасного репертуару театру  — російська класика в перекладі русинською мовою. Також в репертуарі регулярно виходять нові вистави літературною українською мовою.